# Seidou Idrissa
Seidou Idrissa (Niamey, 24 dicembre 1985) è un ex calciatore nigerino, di ruolo attaccante.

## Carriera

### Club
Dopo diversi anni passati a giocare in patria, con anche due campionati vinti nel 2005 e nel 2006, nel 2007 viene acquistato dal Gent, squadra del massimo campionato belga, con cui non scende mai in campo; dopo un anno torna così in patria, nel Rail Club Kadiogo. Nel 2011 ha giocato 2 partite della CAF Champions League con la maglia del Cotonsport Garoua; il 30 luglio 2011 va a segno nella partita persa per 3-2 contro l'Enymba. Dal 2013 al 2014 gioca in Sudafrica, nella massima serie locale; nel 2016 torna a giocare nella prima divisione nigerina.

### Nazionale
Fa parte della nazionale del suo Paese dal 2003; ha inoltre preso parte alla Coppa d'Africa 2012, nella quale è sceso in campo da titolare nella gara persa per 1-0 contro il Marocco.

## Palmarès

### Club

#### Competizioni nazionali
- Campionato nigerino: 2

AS FNIS Niamey: 2005, 2006
- Campionato camerunese: 2

Cotonsport Garoua: 2010, 2011
- Coppa del Camerun: 1

Cotonsport Garoua: 2011